# كوديم زغبي
كوديم زغبي (الاسم العلمي:Codiaeum hirsutum) هو نوع من النباتات يتبع جنس الكوديم من الفصيلة الفربيونية. تم وصف هذا النوع من النبات علمياً لأول مرة من قبل إلمر درو ميريل سنة 1915.